# Мельник Костянтин Юрійович
Мельник Костянтин Юрійович (7 жовтня 1973, Харків) — український вчений, юрист. Доктор юридичних наук (2011), професор (2012).

## Життєпис
Мельник Костянтин Юрійович народився 7 жовтня 1973 у м. Харків. У 1980 розпочав навчання у середній школі № 62 м. Харкова,  у 1990 його закінчив. У тому ж році вступив до Харківського державного педагогічного інституту імені Г. С. Сковороди (зараз Харківський національний педагогічний університет імені Григорія Сковороди) на факультет фізичного виховання, у 1994 закінчив повний курс згаданого інституту за спеціальністю «фізична культура» та здобув кваліфікацію «вчитель фізичної культури». З липня 1994 року до травня 1995 року працював вчителем фізичної культури у середній школі № 62 м. Харкова. 
У серпні 1995 вступив до Університету внутрішніх справ (м. Харків) на факультет громадської безпеки, у 1999 закінчив цей навчальний заклад, отримавши повну вищу освіту за спеціальністю «правоохоронна діяльність» та здобувши кваліфікацію «юрист». З жовтня 1999 р. до листопада 2002 р. перебував на посаді ад’юнкта Національного університету внутрішніх справ; з грудня 2002 р. до травня 2010 р. – наукового співробітника, старшого наукового співробітника, провідного наукового співробітника науково-дослідної лабораторії з проблем кадрового забезпечення ОВС та науково-дослідної лабораторії з розроблення законодавчих та інших нормативно-правових актів  Харківського національного університету внутрішніх справ; з травня 2010 р. до квітня 2011 р. – начальника кафедри трудового, земельного та екологічного права Харківського національного університету внутрішніх справ; з квітня 2011 р. дотепер – завідувача кафедри трудового та господарського права факультету № 2 Харківського національного університету внутрішніх справ.
У 2003 р. захистив дисертацію на здобуття наукового ступеня кандидата юридичних наук за темою «Соціально-правовий захист працівників органів внутрішніх справ (проблеми теорії та практики)» (спеціальність 12.00.05 – трудове право; право соціального забезпечення), у 2011 р. – дисертацію на здобуття наукового ступеня доктора юридичних наук за темою «Трудові правовідносини службовців правоохоронних органів» (спеціальність 12.00.05 – трудове право; право соціального забезпечення).
У 2006 р. присвоєне вчене звання старшого наукового співробітника зі спеціальності трудове право; право соціального забезпечення, у 2012 р. – професора кафедри трудового та господарського права.
Заснував наукову школу «Проблеми трудових правовідносин службовців правоохоронних органів». Під науковим керівництвом К.Ю.Мельника захищено 10 кандидатських дисертацій.

## Творчість
Є автором та співавтором 160 наукових та навчально-методичних праць, з яких 3 монографії, 1 підручник, 8 навчальних посібників, 4 науково-практичні коментарі, 65 наукових статей, 60 тез доповідей та 19 інших видань. Монографії – «Проблеми правового регулювання трудових відносин службовців правоохоронних органів» (2009), «Проблеми юридичних гарантій трудових прав працівників при укладенні, зміні та розірванні трудового договору» (у співавторстві, 2016); «Проблеми правового регулювання виникнення трудових правовідносин з поліцейськими» (у співавторстві, 2017); підручник – «Трудове право України» (2014); навчальні посібники – «Основи трудового права України» (у співавторстві, 2005), «Порядок проходження служби в органах внутрішніх справ» (у співавторстві, 2009), «Законодавче забезпечення правоохоронної діяльності органів внутрішніх справ України» (у співавторстві, 2010), «Теорія та практика правоохоронної діяльності органів внутрішніх справ України» (у співавторстві, 2012), «Правове регулювання окремих напрямків правоохоронної діяльності органів внутрішніх справ» (у співавторстві, 2014) тощо.

## Нагороди
Почесна грамота Союзу юристів України, Почесна грамота Харківської обласної державної адміністрації